# 経行記
経行記（けいこうき、簡体字中国語: 经行记、拼音: Jīngxíngjì）は、762年にアッバース朝から帰国した杜環が書いた旅行記で、現在は失われている。通典には約1,511語のみが残されている。主な13か国について記録されており、後に王国維がこの資料をもとにして『古行記校錄』というタイトルで別冊を出版している。この他にも、『太平御覧』『太平寰宇記』『通志』『文献通考』などで引用されている。
1866年、ヘンリー・ユールによってビザンチン帝国に関する部分が英訳された。それ以降も、フリードリヒ・ヒルト（1885年）、エドゥアール・シャヴァンヌ（1903年）、白鳥庫吉（1904年）、ウィリアム・ウッドヴィル・ロックヒル（1911年）、ポール・ペリオ（1904年および1929年）などの学者が翻訳・抜粋している。これらの文献は、白寿彝などの草創期の中国の学者の間で高く評価されてきた。